# Італійська Серія A 1937–1938
Сезон 1937/38 Серії A — футбольне змагання у найвищому дивізіоні чемпіонату Італії, 9-й турнір з моменту започаткування Серії A. Участь у змаганні брали 16 команд, 2 гірших з яких за результатами сезону полишили елітний дивізіон.
Переможцем сезону став клуб «Амброзіана-Інтер», для якого ця перемога у чемпіонаті стала 4-ю в історії.
| Чемпіон Італії 1937/38       |
| ---------------------------- |
| «Амброзіана-Інтер» 4-й титул |

## Команди-учасниці

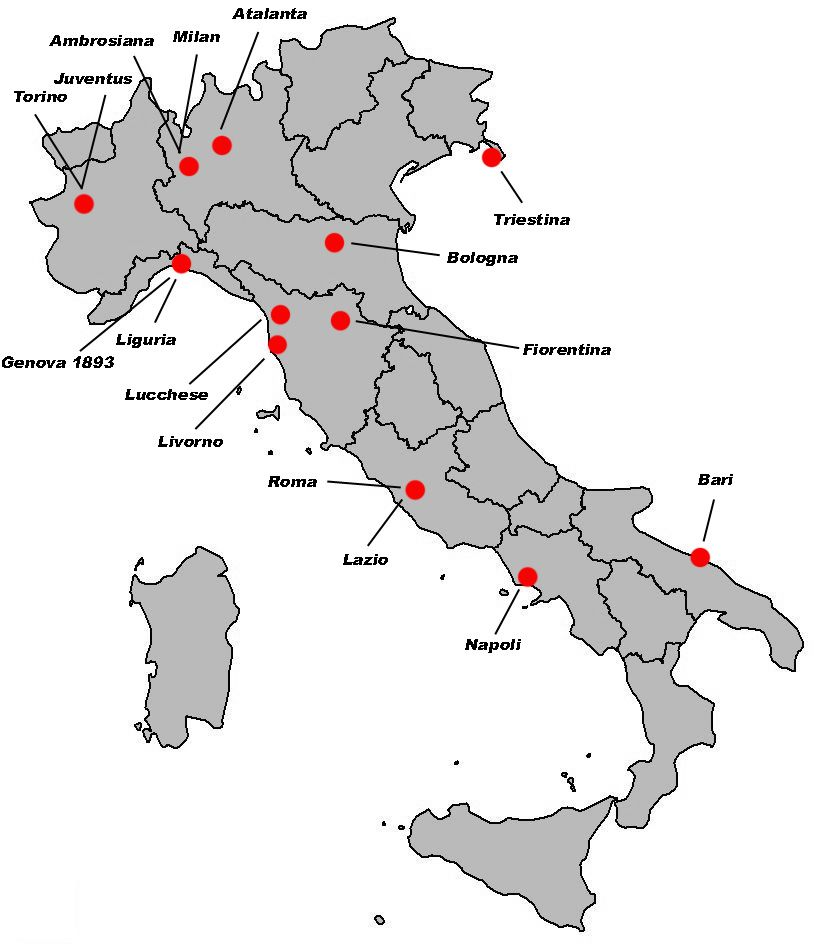
Місцезнаходження команд Серії A сезону 1937-38

Участь у турнірі брали 16 команд:

## Підсумкова таблиця
|                                                |     | Турнірна таблиця 1937—1938 | О  | І  | В  | Н  | П  | М+ | М- |
| ---------------------------------------------- | --- | -------------------------- | -- | -- | -- | -- | -- | -- | -- |
| Чемпіон Італії · Вийшов до Кубка Мітропи       | 1.  | «Амброзіана-Інтер»         | 41 | 30 | 16 | 9  | 5  | 57 | 28 |
| Володар Кубка Італії · Вийшов до Кубка Мітропи | 2.  | «Ювентус»                  | 39 | 30 | 14 | 11 | 5  | 43 | 22 |
| Вийшов до Кубка Мітропи                        | 3.  | «Мілан»                    | 38 | 30 | 13 | 12 | 5  | 43 | 27 |
| Вийшов до Кубка Мітропи                        | 4.  | «Дженова 1893»             | 38 | 30 | 15 | 8  | 7  | 50 | 35 |
|                                                | 5.  | «Болонья»                  | 37 | 30 | 14 | 9  | 7  | 46 | 34 |
|                                                | 6.  | «Рома»                     | 36 | 30 | 14 | 8  | 8  | 44 | 31 |
|                                                | 7.  | «Трієстина»                | 36 | 30 | 12 | 12 | 6  | 35 | 22 |
|                                                | 8.  | «Лаціо»                    | 32 | 30 | 11 | 10 | 9  | 48 | 30 |
|                                                | 9.  | «Торіно»                   | 32 | 30 | 12 | 8  | 10 | 39 | 37 |
|                                                | 10. | «Наполі»                   | 28 | 30 | 8  | 12 | 10 | 37 | 39 |
|                                                | 11. | «Лігурія»                  | 24 | 30 | 8  | 8  | 14 | 33 | 42 |
|                                                | 12. | «Ліворно»                  | 24 | 30 | 8  | 8  | 14 | 29 | 45 |
|                                                | 13. | «Барі»                     | 23 | 30 | 8  | 7  | 15 | 35 | 60 |
|                                                | 14. | «Луккезе-Лібертас»         | 21 | 30 | 5  | 11 | 14 | 28 | 55 |
| Вибув до Серії B                               | 15. | «Аталанта»                 | 16 | 30 | 4  | 8  | 18 | 22 | 50 |
| Вибув до Серії B                               | 16. | «Фіорентина»               | 15 | 30 | 3  | 9  | 18 | 28 | 60 |

## Чемпіони
Склад переможців турніру:
| Воротар: Джузеппе Перукетті (30). Захисники: Кармело Буонокоре (29), Дуіліо Сетті (26), Джузеппе Балеріо (4), Еміліо Гатторонк'єрі (1). Півзахисники: Уго Локателлі (30), Ренато Ольмі (30), П'єро Антона (28), Константіно Сала (1). Нападники: Аннібале Фроссі (22, 5), Джузеппе Меацца (26, 20), Джованні Феррарі (30, 9), П'єтро Ферраріс (30, 14), Нікола Феррара (18, 3), Антоніо Феррара (10, 3), Альдо Кампателлі (6), П'єро Коллі (5), Антоніо Бізігато (2), Еціо Менегелло (1). Тренер: Армандо Кастеллацці. |

## Бомбардири
Найкращим бомбардиром сезону 1937-38 Серії A став гравець клубу «Амброзіана-Інтер» Джузеппе Меацца, який відзначився 20 забитими голами.
|    | Гравець            | Команда            | Громадянство       | Голів | (пенальті) |
| -- | ------------------ | ------------------ | ------------------ | ----- | ---------- |
| 1° | Джузеппе Меацца    | «Амброзіана-Інтер» | Королівство Італія | 20    | 2          |
| 2° | Гульєльмо Тревізан | «Трієстина»        | Королівство Італія | 18    | 2          |
| 3° | Даніло Мікеліні    | «Рома»             | Королівство Італія | 16    | -          |
| 4° | Альдо Боффі        | «Мілан»            | Королівство Італія | 15    | -          |
|    | Сільвіо Піола      | «Лаціо»            | Королівство Італія | 15    | 1          |
|    | Карло Регуццоні    | «Болонья»          | Королівство Італія | 15    | 1          |
| 7° | П'єтро Ферраріс    | «Амброзіана-Інтер» | Королівство Італія | 14    | -          |
| 8° | Умберто Бузані     | «Лаціо»            | Королівство Італія | 12    | 1          |
| 9° | Бруно Маіні        | «Болонья»          | Королівство Італія | 11    | -          |
|    | Лучіано Перетті    | «Лігурія»          | Королівство Італія | 11    | -          |

Феліче Борель забив сотий м'яч у матчах Серії «А».